# HD 108236
HD 108236 è una stella nella costellazione del Centauro di magnitudine 9,24, distante 210 anni luce dal sistema solare. Nel 2020 tramite il telescopio spaziale TESS, sono stati scoperti quattro pianeti extrasolari attorno a essa, ai quali se n'è aggiunto un quinto, scoperto all'inizio del 2021 con CHEOPS.

## Caratteristiche
HD 108236 è una stella nana gialla simile al Sole, un po' più piccola e meno luminosa; la sua massa e il suo raggio sono circa l'87% di quelli del Sole, mentre la sua temperatura superficiale è di poco inferiore, circa 5660 K. Pare più vecchia del Sole, anche se il grande margine d'errore sulla sua età, stimata in 5,8±4,1 miliardi di anni, è piuttosto alto.

## Sistema planetario
Nell'aprile del 2020, utilizzando i dati del telescopio TESS, sono stati scoperti con il metodo del transito quattro esopianeti in orbita alla stella; nel gennaio 2021 col telescopio CHEOPS, con lo stesso metodo, ne è stato scoperto un altro che orbita più esternamente a quelli precedentemente individuati. I pianeti orbitano con periodi che vanno da 3,8 a 30 giorni e hanno raggi che vanno da 1,6 a 3 volte quello della Terra. 
Negli anni 2010, diversi studi sulla natura degli esopianeti hanno suggerito che solo pianeti con un raggio inferiore a 1,6 volte quello della Terra siano certamente pianeti rocciosi (Marcy et al. 2014; Weiss & Marcy 2014; Rogers 2015; Wolfgang & Lopez 2015), mentre in linea generale pianeti con raggi superiori a due volte quello terrestre siano probabilmente dei nani gassosi, senza superficie solida e avvolti da una spessa atmosfera ricca di gas volatili come idrogeno e elio. Per questo motivo gli astronomi pensano che solo il primo pianeta, HD 108236 b, sia certamente di natura rocciosa, più incerta la natura del pianeta c, che ha un raggio doppio rispetto a quello terrestre ma ha un densità, come il pianeta più interno, simile a quella del nostro pianeta 5,5 g/cm³). I tre pianeti più esterni hanno invece densità molto più basse e sono dei nani gassosi.
Tutti i pianeti orbitano troppo vicini alla propria stella per essere potenzialmente abitabili: le temperature di equilibrio dei primi quattro pianeti scoperti, ipotizzando un'albedo simile a quella terrestre (0,3), vanno da 1100 K del pianeta più vicino alla stella (b) a 636 K di HD 108236 e, ma anche il pianeta più esterno è comunque troppo caldo, con una temperatura attorno ai 560 K (287 °C).
Prospetto del sistema
Sotto, un prospetto del sistema.
| Pianeta     | Tipo         | Massa              | Raggio   | Periodo orb.  | Sem. maggiore | Eccentricità | Incl. orbita | Scoperta |
| ----------- | ------------ | ------------------ | -------- | ------------- | ------------- | ------------ | ------------ | -------- |
| HD 108236 b | Super Terra  | 4,23+0,41 −0,39 M⊕ | 1,615 r⊕ | 3,796 giorni  | 0,04527 UA    | 0,045        | 87,59°       | 2020     |
| HD 108236 c | Mininettuno? | 8,90+0,67 −0,64 M⊕ | 2,071 r⊕ | 6,204 giorni  | 0,062 UA      | 0,034        | 88,30°       | 2020     |
| HD 108236 d | Mininettuno  | 7,75+0,91 −0,62 M⊕ | 2,539 r⊕ | 14,176 giorni | 0,1074 UA     | 0,055        | 89,06°       | 2020     |
| HD 108236 e | Mininettuno  | 8,2+3,8 −1,2 M⊕    | 3,083 r⊕ | 19,59 giorni  | 0,1367 UA     | 0,058        | 89,245°      | 2020     |
| HD 108236 f | Mininettuno  | 3,95+0,46 −0,32 M⊕ | 2,017 r⊕ | 29,541 giorni | 0,1758 UA     | 0,051        | 88,96°       | 2021     |